# Verkiezingen voor het Europees Parlement 2009 in Polen

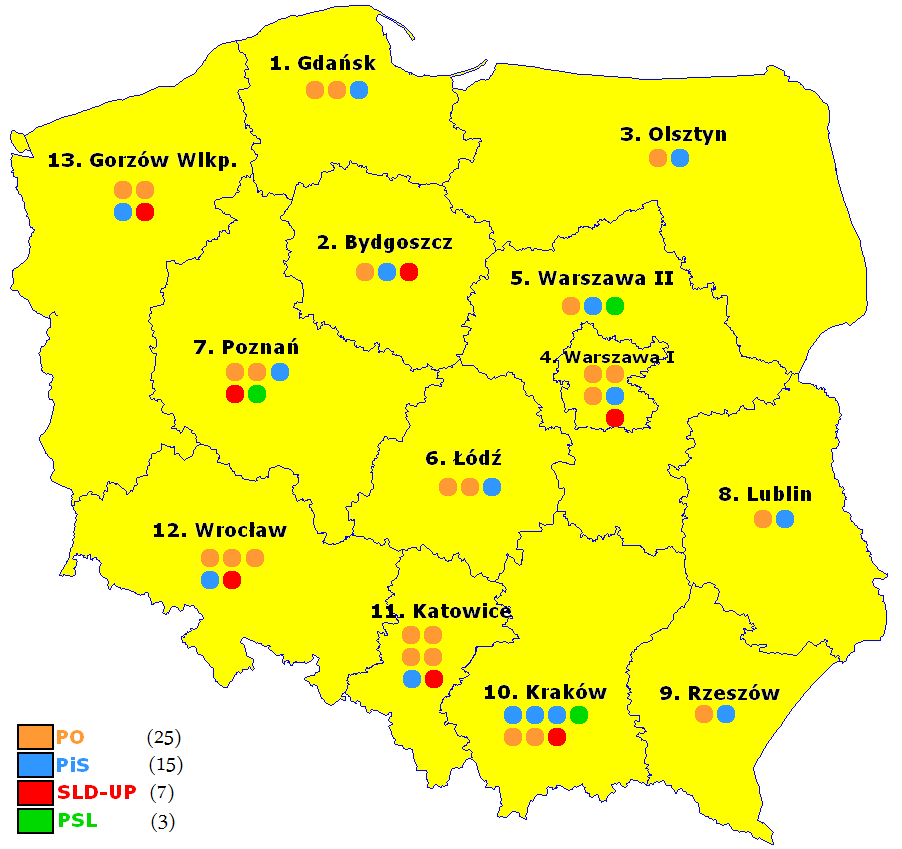
Zetelsverdeling per kiesdistrict

De verkiezingen voor het Europees Parlement van 2009 vonden in Polen plaats op 7 juni van dat jaar. De Polen konden op die dag 50 van de 736 Europarlementariërs kiezen. De opkomst bedroeg 24,53%.

## Uitslag
| Partij/kiescomité | Partij/kiescomité                                                                                              | Partij/kiescomité | 2009      | 2009   | 2009   | 2004   | 2004   |
| Naam              | Naam | Afkorting         | Stemmen   | %      | Zetels | %      | Zetels |
| ----------------- | --- | ----------------- | --------- | ------ | ------ | ------ | ------ |
|                   | Platforma Obywatelska (Burgerplatform)                                                                         | PO                | 3 271 852 | 44,43  | 25     | 24,10  | 15     |
|                   | Prawo i Sprawiedliwość (Recht en Rechtvaardigheid)                                                             | PIS               | 2 017 607 | 27,40  | 15     | 12,67  | 7      |
|                   | Sojusz Lewicy Demokratycznej - Unia Pracy (Alliantie van Democratisch Links - Unie van de Arbeid)              | SLD-UP            | 908 765   | 12,34  | 7      | 9,35   | 5      |
|                   | Polskie Stronnictwo Ludowe (Poolse Volkspartij)                                                                | PSL               | 516 146   | 7,01   | 3      | 6,34   | 4      |
|                   | Porozumienie dla Przyszłości – CentroLewica (PD+SDPL+Zieloni 2004) (Alliantie voor de Toekomst - Centrumlinks) | PdP               | 179 602   | 2,44   | —      | 12,93  | 7      |
|                   | Prawica Rzeczypospolitej (Rechts van de Republiek)                                                             | PR                | 143 966   | 1,95   | —      | —      | —      |
|                   | Samoobrona Rzeczpospolitej Polskiej (Zelfverdediging van de Republiek Polen)                                   | SRP               | 107 185   | 1,46   | —      | 10,78  | 6      |
|                   | Libertas | Libertas          | 83 754    | 1,14   | —      | 15,92  | 10     |
|                   | Unia Polityki Realnej (Unie voor Reële Politiek)                                                               | UPR               | 81 146    | 1,10   | —      | 1,87   | —      |
|                   | Polska Partia Pracy (Poolse Partij van de Arbeid)                                                              | PPP               | 51 872    | 0,70   | —      | 0,54   | —      |
|                   | Naprzód Polsko - Piast (Vooruit Polen - Piast)                                                                 | NP-Piast          | 1 537     | 0,02   | —      | —      | —      |
|                   | Polska Partia Socjalistyczna (Poolse Socialistische Partij)                                                    | PPS               | 1 331     | 0,02   | —      | —      | —      |
| Totaal            | Totaal | Totaal            | 7 364 763 | 100,00 | 50     | 100,00 | 54     |

## Zetelverdeling naar fractie in het Europees parlement
| Partij | Partij                             | zetels | Eurofractie | Eurofractie                                                | zetels |
| ------ | ---------------------------------- | ------ | ----------- | ---------------------------------------------------------- | ------ |
|        | Platforma Obywatelska (PO)         | 25     |             | Europese Volkspartij (EVP)                                 | 28     |
|        | Polskie Stronnictwo Ludowe (PSL)   | 3      |             | Europese Volkspartij (EVP)                                 | 28     |
|        | Prawo i Sprawiedliwość (PiS)       | 15     |             | Europese Conservatieven en Hervormers (ECH)                | 15     |
|        | Sojusz Lewicy Demokratycznej (SLD) | 6      |             | Progressieve Alliantie van Socialisten en Democraten (S&D) | 7      |
|        | Unia Pracy (UP)                    | 1      |             | Progressieve Alliantie van Socialisten en Democraten (S&D) | 7      |